# Понгоз
Понгоз — село, центр Понгозского джамоата Аштского района Согдийской области Таджикистана. Территория колхоза имени Ф. Энгельса. От села до центра района 16 км. Асфальтированная дорога. Население 6200 человек (1981 г.), таджики. В селе есть 3 общеобразовательные школы, 8-летняя школа, дом культуры, 3 клуба, библиотека, детский сад, больница, медицинский пункт, отделение связи, аптека, сберегательная касса, мастерская ковроткачества, сервисный пункт (ремонт обуви и швейная мастерская), 11 магазинов, имеется 6 чайхан и санузлов. Основные занятия населения — хлопководство, скотоводство, зерноводство и садоводство. Земли орошаются из Понгаза.
Махаллы (кварталы) села: Пшьта, Сарой, Шахак, Бурак, Суджа, Устоён, Муллоён.
Топоним «Понгоз», означает «Пятьсот защитников веры». Существует предание согласно которому пятьсот мусульманских воинов из селения Воруха и Чоркуха (Чоркўҳ) где 350 Ворухских воинов во главе с Али лучником и 150 Чоркуицев вступили в неравный бой с каракитайцами одним из монгольских племен в современной местности Дахана (Даҳана) и победили. И после победы их стали называть «гози (ғозӣ, ghozi)» — поборник ислама. С XIII века село носило сперва название «Понсадгози (Понсадғозӣ)» что со временем преобразовалось в «Понгоз (Понғоз)».
Храмы Понгазских зороастрийцев
Раньше былo много храмов в городке, тут жили предки понгазцев, юго западнее от нынешнего села Понгаз, во времён Александра Великого жители присоеденились к военочальнику Согда Спитамену. Во времён Арабских завоеваный храмы былы разрушены а жители поднялись в горы, оставив прежные храмы рядом с рекой. На данный момент остались лишь заброшенные храмы и кладбище Зороастрийцев.